# Čertův hrádek (Malé Hradisko)
Čertův hrádek ist eine abgegangene Höhenburg in Tschechien. Sie liegt neun Kilometer nordwestlich von Plumlov am Nordrand des Truppenübungsplatzes Březina im Okres Prostějov.

## Geographie
Der Burgstall befindet sich inmitten eines ausgedehnten Waldgebietes des Drahaner Berglandes auf einem bewaldeten Felssporn über einer Flussschleife des Okluky. Südöstlich liegen die mittelalterliche Stadtwüstung Městisko und die Reste der Burg Ježův hrad, im Westen das Oppidum Staré Hradisko. Im Süden führt die Staatsstraße II/150 zwischen Protivanov und Prostějov durch das Tal.
Umliegende Ortschaften sind Suchdol und Stražisko im Norden, Pohodlí, Ptenský Dvorek und Ptení im Nordosten, Holubice und Stínava im Osten, Vícov und Hamry im Südosten, Bousín im Süden, Repechy im Südwesten, Skřivánkov und Buková im Westen sowie Okluky und Seč im Nordwesten.

## Geschichte
Die Burg wurde vermutlich in der zweiten Hälfte des 13. Jahrhunderts im Zuge der Kolonisation des Drahaner Berglandes angelegt. Da über die Burg keine urkundlichen Nachrichten vorliegen, sind ihr eigentlicher Name, ihre Besitzer und der Zweck unbekannt. Es wird angenommen, dass sie als kleine Schutzburg – entweder für den durch das Okluky-Tal führenden Handelsweg oder für die in der Nähe befindlichen Eisenerzbergwerke – diente. Wegen der massiven Bauweise könnte es sich aber auch um eine Kolonisationsburg des Troppauer Herzogs Nikolaus I. gehandelt haben. Das Dorf Stínava war wahrscheinlich das Suburbium der Burg.
Die Burg lag im Grenzbereich dreier Herrschaften: Wyčow, Plumlow und Boskowitz. Es wird angenommen, dass die Burg 1389 bei der Strafexpedition des Markgrafen Jobst gegen Jan Ozor von Boskowitz zerstört wurde. Die einzige schriftliche Erwähnung der öden Burg Čertuwhrad erfolgte 1512 als Besitz des Ladislav von Boskowitz.
1788 wurden bei Baumpflanzungsarbeiten auf dem Burgstall ein Hufeisen und ein türkisches Langmesser aufgefunden. 1972 erfolgte eine archäologische Untersuchung; bei der Sondage wurden Teile des Mauerwerks und des Walls freigelegt sowie Gefäßscherben aus dem 14. Jahrhundert aufgefunden.

## Anlage
Die Burg wurde linksseitig über einer Flussschleife des Okluky auf einem Felssporn gegenüber einer Bacheinmündung  errichtet. Die kleine Anlage war außergewöhnlich stark befestigt.
Auf dem höchsten Punkt des Sporns stand wahrscheinlich der Hauptturm, an dieser Stelle befindet sich eine drei Meter breite Bodenvertiefung. In zehn Metern Entfernung davon verlief ein anderthalb Meter breiter Graben, der wahrscheinlich den gesamten Burgkern umschloss, jedoch auf der Westseite unter der Vegetation nicht erkennbar ist. Möglicherweise war im Norden eine Vorburg vorlagert, da dort 20 Meter hinter dem Graben Reste eines weiteren Walles erkennbar sind. Nach Osten schließt sich hinter dem hier gut erhaltenen Graben eine 15 m breite leicht, abfallende Fläche an. Westlich fällt das Terrain nach zehn Metern stark ab.
Erhalten sind Wälle und Gräben sowie Schütthaufen mit Steinen und Mörtelstücken.

## Legende
Im 19. Jahrhundert entstanden verschiedene Sagen, die sich um die Burg als Räubernest ranken. So soll die große Grube von einem Okluker Müller auf der Suche nach einem vergrabenen Schatz ausgehoben worden sein. Nach einer anderen Legende soll auf der Burg ein Raubritter gehaust haben; nachdem dieser vom Teufel geholt wurde, soll es auf der Burg gespukt haben, bis ein Schmied den Teufel einfing und zum Verzicht auf die Burg zwang. 